# Fabian Haas
Fabian Haas (* 1967 in Heilbronn-Sontheim) ist ein deutscher Entomologe. Seine Forschungsschwerpunkte sind Käfer (Coleoptera) und Ohrwürmer (Dermaptera).

## Leben und Wirken
Nach dem Besuch der Grundschule in Heilbronn-Böckingen und des Robert-Mayer-Gymnasiums in Heilbronn machte er 1987 sein Abitur. Von 1987 bis 1989 leistete er seinen Militärdienst. Von 1989 bis 1993 und von 1994 bis 1995 studierte er Zoologie, Genetik und Paläontologie an der Eberhard Karls Universität Tübingen. Von 1993 bis 1994 absolvierte er ein Biologiestudium an der University of Exeter in England, wo er mit der Arbeit Geometry and Mechanics of Hind wing folding in Dermaptera and Coleoptera zum Master of Philosophy graduierte. 1995 machte er mit einer Arbeit über die Die Phylogenie der Forficulina, eine Unterordnung der Dermaptera seinen Diplomabschluss in Tübingen. Von 1995 bis 1998 studierte er an der Friedrich-Schiller-Universität Jena, wo er mit der Dissertation Die Geometrie, Mechanik und Evolution der Flügelfaltung bei den Coleoptera zum Dr. rer. nat. promoviert wurde. Nach seiner Promotion arbeitete Haas als wissenschaftlicher Mitarbeiter an der Universität Ulm und anschließend als nationale Kontaktperson für die Global Taxonomy Initiative des Übereinkommens über die biologische Vielfalt (Convention on Biological Diversity, CBD) in Stuttgart.
Haas ist auf Insektentaxonomie und funktionelle Morphologie spezialisiert. Seine Projekte umfassen das Monitoring von Insekten, die Digitalisierung von Sammlungen und die Beziehungen der biologischen Forschung zum CBD. Daneben betreibt er entomologische Studien für die Ernährungs- und Landwirtschaftsorganisation der Vereinten Nationen (FAO). Seit 2006 ist er Leiter der Unterstützungsgruppe für Biosystematik am International Centre of Insect Physiology and Ecology (icipe) in Nairobi, Kenia. Seit 2013 lebt er in Leipzig. Neben zahlreichen Fachartikeln in internationalen Journalen gehört Haas zu den Redakteuren des Journals Arthropod Systematics & Phylogeny der Senckenberg Naturhistorischen Sammlungen Dresden. 
2005 beschrieb Haas gemeinsam mit Danilo Matzke die am Vulkan Lokon auf Sulawesi vorkommende Ohrwurmart Schizoproreus vulcanus.

## Schriften (Auswahl)
- F. Haas, J. C. van Lenteren, M. J. W. Cock, J. Brodeur, B. Barratt, F. Bigle, K. Bolckmans, P. G. Mason, J. R. P. Parra: Is the Convention on Biological Diversity promoting environmentally friendly solutions to pest control? In: CGIAR SP-IPM Quarterly Newsletter. Issue 2, April 2010.
- M. J. W. Cock, J. C. van Lenteren, J. Brodeur, B. I. P. Barratt, F. Bigler, K. Bolckmans, F. L. Cônsoli, F. Haas, P. G. Mason, J. R. P. Parra: Do new access and benefit sharing procedures under the Convention on Biological Diversity threaten the future of biological control? In: BioControl. 55, 2010, S. 199–218.
- P. M. Ngumbi, J. C. Kaburia, C. O. Anjili, F. Haas: Phlebotomus (Larroussius) orientalis (Diptera: Psychodidae) as a probable secondary vector of visceral leishmaniasis in Kenya. In: Journal of Vector Borne Diseases. 47, 2010, S. 58–60.
- W. Tworzydło, S. M. Bilinski, P. Kocarek, F. Haas: Ovaries and germline cysts and their evolution in the Dermaptera (Insecta). In: Arthropod Structure and Development. 39, 2010, S. 360–368.
- P. Munyi, O. Rukundo, F. Haas: The Compendium of Selected ABS Laws in Africa. www.abs-africa.info, 2010.
- M. J. W. Cock, J. C. van Lenteren, J. Brodeur, B. Barratt, F. Bigler, K. Bolckmans, F. L. Cônsoli, F. Haas, P. G. Mason, J. R. Parra: The use and exchange of biological control agents for food and agriculture. (= Food and Agriculture Organisation of the United Nations Background Study Paper. No. 47). 2009.
- Dermaptera (Ohrwürmer). In: W. Rabitsch, F. Essl (Hrsg.): Endemiten – Kostbarkeiten in Österreichs Pflanzen- und Tierwelt. Naturwissenschaftlicher Verein Kärnten, Klagenfurt 2009, S. 593–594.
- P. Munyi, F. Haas, A. Drews, S. al-Janabi: Capacity development in a changing world: Three years of the ABS capacity development initiative for Africa – achievements and perspectives. In: Gerd Winter, Evanson Chege Kamau (Hrsg.): Genetic Resources, Traditional Knowledge and the Law—Solutions for Access and Benefit Sharing. Earthscan, London 2009, S. 381–395.
- M. S. Engel, F. Haas: Family-group names for earwigs (Dermaptera). (= American Museum Novitates. No. 3567). 2007.
- J. Gerlach, F. Haas: The Orthopteroidea of the Seychelles islands. Backhuys Publishers, Leiden 2007.
- Dermaptera: Earwigs. In: D. M. Martill, G. Bechly, R. F. Loveridge (Hrsg.): The Crato Fossil Beds of Brazil. Cambridge University Press, Cambridge 2007, S. 222–234.
- Ohrwuermer, die unterschaetzen Untermieter: Evolution – Phaenomen Leben. In: Denisia. 20, 2007, S. 575–586 (zobodat.at [PDF]).
- M. Knapp, F. Haas: Protecting African tomatoes from the spider mite – Correct species identification – correct control strategy: Molecular tools help identify an invasive alien pest species in Africa. (= Why taxonomy matters), case study. No. 40. 2007. (online) (Memento vom 22. Juni 2015 im Internet Archive)
- F. Haas, D. Matzke: Schizoproreus vulcanus, a new species of earwig (Dermaptera: Chelisochidae) from Sulawesi and a checklist of Sulawesian Dermaptera. In: Entomo.Zschrt. Band 115 (4), 2005, S. 172–176